# اللجنة الأولمبية الكوسوفية
اللجنة الأولمبية في كوسوفو (بالألبانية: Komiteti Olimpik i Kosovës)‏، (بالصربية: Олимпијски комитет Косова)‏ هي اللجنة الأولمبية الوطنية التي تُمثل كوسوفو لدى اللجنة الأولمبية الدولية. وهي المسؤولة كذلك عن مشاركات كوسوفو في الألعاب الأولمبية. تم تأسيس اللجنة رسميًا في عام 1992، وأصبحت عضوًا كامل العضوية في اللجنة الأولمبية الدولية والحركة الأولمبية في 9 ديسمبر 2014. 

## روابط خارجية
- الموقع الرسمي
- ملف كوسوفو في اللجنة الأولمبية الدولية